# Blanche Marchesi
Pour les articles homonymes, voir Marchesi.

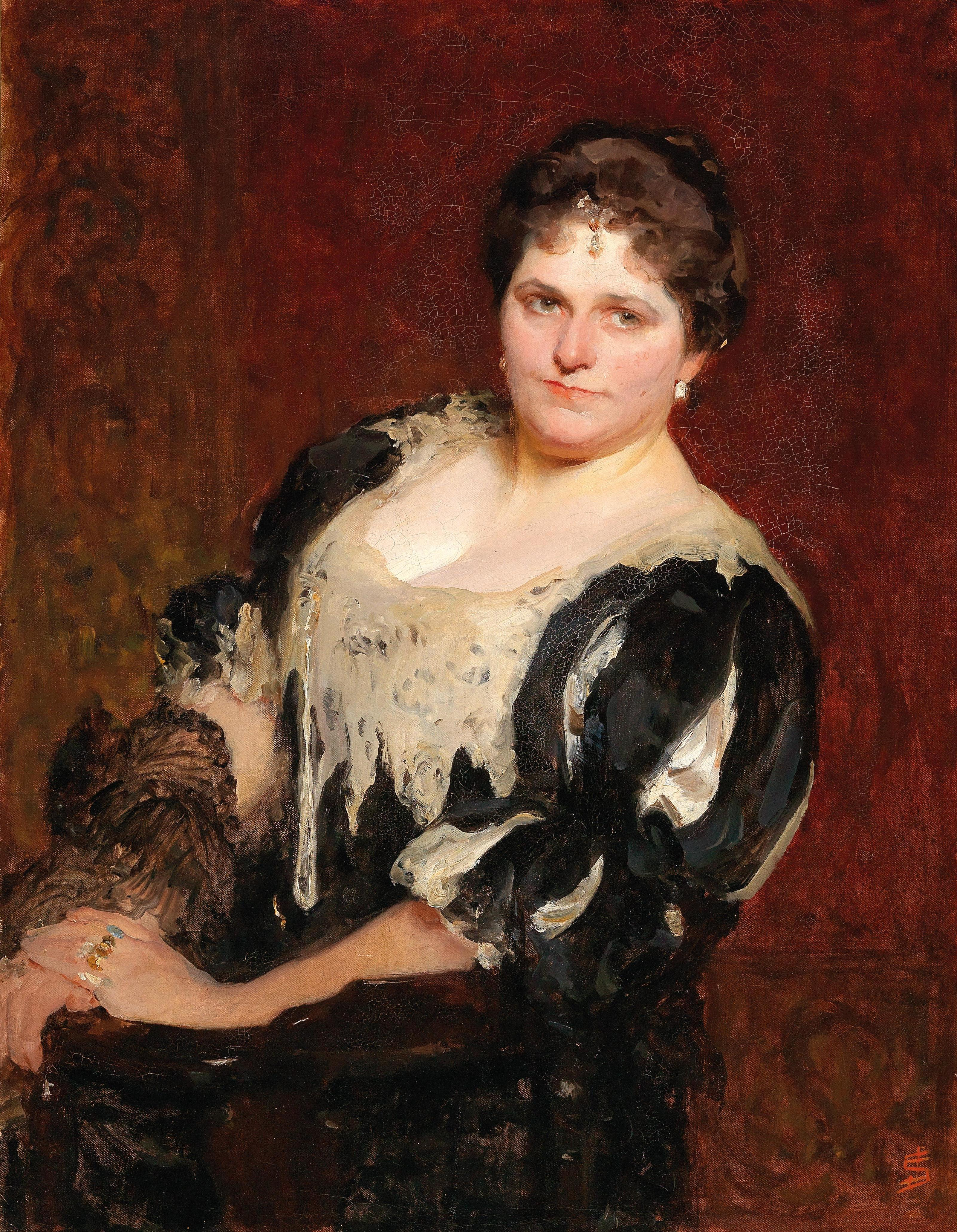
Portrait de Blanche Marchesi par Solomon Joseph Solomon.

Blanche Marchesi (Paris, 4 avril 1863 - Londres, 15 décembre 1940) est une mezzo-soprano ou contralto, et professeure de chant française, connue pour ses interprétations des œuvres de Richard Wagner. Elle est la fille de Mathilde Graumann Marchesi, professeure de chant allemande qui a enseigné a un grand nombre de chanteurs d'opéra, y compris Emma Eames, Nellie Melba, et Emma Calvé.

## Jeunesse et carrière
Blanche Marchesi est née à Paris , en avril 1863. Elle fréquente les écoles à Francfort, en Allemagne, puis à Paris. Elle est d'abord formée en tant que violoniste. Elle commence comme professeure de chant quand elle a 17 ans. Elle décide de poursuivre une carrière de chanteuse en 1881. Elle fait ses débuts très jeune ; à 22 ans, elle commence sa carrière de chanteuse, à Berlin. Son premier concert a lieu au Queen's Hall en 1896. Les critiques de l'époque critiquent sa compétence technique, mais font l'éloge de sa capacité d'interprétation. Elle fait sa première apparition à l'opéra dans le rôle de Brunhilde dans La Walkyrie, à l'Opéra de Prague, en 1900, et par la suite elle chante à Covent Garden en 1902 et 1903 avec la Moody-Manners Opera Company (en). 
Au cours de sa carrière en tant que professeure de chant, Marchesi enseigne à des chanteurs comme les contraltos britanniques Muriel Brunskill (en),  Astra Desmond (en) ou Roberta Dodd Crawford. Elle chante des chansons de Cécile Chaminade dans un concert annuel, à Londres, dans les années 1890. 
Elle établit son école de chant à Paris en 1921.
La chanson de Martin Shaw Heffle Cuckoo Fair lui est dédiée. Elle donne un concert d'adieu à Londres, en 1938, deux ans avant sa mort,.

## Vie privée
Ses parents sont Mathilde Graumann Marchesi de Francfort et Salvatore De Castrone (Marchese di Palermo, d'où le nom de scène Marchesi), marquis de La Rajata, qui était aussi un chanteur d'opéra et un professeur de chant. Il a aussi été impliqué comme une figure clé de la Révolution italienne de 1848, où il a lancé le soulèvement, au Palais de Raimondi à Milan. Blanche Marchesi a deux sœurs, Thérèse et Stella. 
Elle se marie d'abord avec le baron Alexander Freiherr Popper von Podhragy, de Vienne, avec qui elle a eu 3 fils. Léopold, Fritz et Ernst. Léopold est déclaré ennemi de l’État par les nazis et la république démocratique d'Autriche et exproprié. Fritz a été tué par les nazis autrichiens en 1948 en Autriche[réf. nécessaire].
Le baron André Anzon-Caccamisi, de Londres, est son deuxième mari à partir de 1894 avec qui elle a eu un fils le baron Jérôme Anzon-Caccamisi, agent de la Résistance intérieure française, assassiné par les nazis en février 1945, dans le camp de concentration de Mauthausen-Gusen en Autriche.